# Ventura García Calderón
Ventura García Calderón (Lima, 23 febbraio 1886 – Parigi, 27 ottobre 1959) è stato uno scrittore e diplomatico peruviano, uno dei massimi esponenti della corrente letteraria modernista ispanoamericana.

## Biografia
Figlio di Francisco García Calderón, presidente del Perú durante la Guerra del Pacífico, e di Carmen Rey Basadre. Il padre fu arrestato dalle autorità cilene di occupazione e deportato in Cile nel 1881. Una volta liberato fu costretto ad emigrare con tutta la famiglia in Europa, in Francia, a Parigi.
Nel 1886 la famiglia ritornò in Perù, dove il giovane García Calderón intraprese gli studi scolastici al Colegio de los Sagrados Corazones di Lima dal 1891 al 1901. Successivamente si iscrisse all'Università Nacional Mayor de San Marcos, seguendo la facoltà di lettere, senza però riuscire a portarla a termine, perché a causa della morte del padre la famiglia decise di trasferirsi nuovamente a Parigi. Insieme al fratello Francisco, sociologo, storico, critico letterario, partecipò alla "Generación del 900" o "arielista", cofondata da José de la Riva-Agüero y Osma, da José Gálvez Barrenechea, da Víctor Andrés Belaúnde e da Fernando Tola.
Parigi era considerata in quegli anni un centro di fondamentale importanza per la creazione e la diffusione del modernismo ispanoamericano e lì diresse la rivista Revista de América. Nella capitale francese, García Calderón visse caratterizzandosi per tendenze e gusti cosmopoliti. Svolse la carriera di diplomatico e ricoprì, per lungo tempo, il ruolo di ambasciatore peruviano in Francia, in Spagna e in Belgio, ma anche presso la Società delle Nazioni e l'UNESCO.
Collaborò a varie testate giornalistiche sudamericane, argentine, venezuelane, messicane, cubane, e le sue corrispondenze dall'Europa vennero raccolte in libri come Frivolamente, En la verbena, Sonrisas de Paris, nei quali dimostrò ottime capacità nell'approfondire anche tematiche banali e mondane riuscendo a renderle interessanti e coinvolgenti.
Lo scrittore si occupò soprattutto di narrativa, prediligendo il racconto breve e drammatico, di argomento "indigenista", per il quale si può considerare un vero e proprio caposcuola, dato che il suo primo lavoro, intitolato Dolorosa y desnuda realidad, fu pubblicato già nel 1914. Successivamente uscì nel 1924 La venganza del condór, raccolta dei suoi racconti più riusciti, tradotto in varie lingue, tra cui l'italiano, il russo, l'inglese. Da citare anche le raccolte Peligro de muerte (1926), Color de sangre e Aguja de marear (1936).
Se la tendenza principale delle sue opere fu la descrizione della società e della vita peruviana, quest'ultima risultò meno "indigena" rispetto alle intenzioni originarie dello scrittore, visto che fu osservata con una prospettiva da naturalista europeo e di un discepolo di Maupassant e di Huysmans. Tutto questo non sminuì sia l'efficacia sia l'originalità di García Calderón, oltreché la sua penetrante indagine psicologica che gli consentì di affrontare temi violenti e fantastici. Si occupò anche di critica letteraria, tra le quali si possono citare Parnaso peruano, Dal romanticismo al modernismo, Semblanzas de América; ricevette la nomina di direttore della Biblioteca della cultura peruviana, oltre che numerose decorazioni e riconoscimenti dei governi di Francia, Belgio, Italia, Perù e Brasile, tra i quali l'onorificenza di Comandante della Legion d'onore di Francia nel 1950. Gran parte delle sue opere venne scritta in lingua francese.

## Opere principali

### Romanzi
- Dolorosa y desnuda realidad (1914);
- La venganza del cóndor (1924 y 1948), traduzione in francese, tedesco, italiano, inglese, russo, polacco, svedese e jugoslavo;
- Danger de mort (1926);
- Si Loti hubiera venido (1926), tradotto in francese (1927), dove narra un viaggio immaginario in Perù realizzato dallo scrittore francese Pierre Loti;
- Couleur de sang (1931), Premio Heredia della Accademia francese;
- Virages (1933);
- Cuentos peruanos (1952).

### Poesie
Come poeta si sviluppò sotto l'influenza del modernismo, anche se la sua produzione fu breve e si distinse soprattutto come un buon lirico. Ha provato il metro alessandrino e utilizzò prevalentemente l'endecasillabo. Le sue prime composizioni apparvero nel Parnaso Peruano, sotto lo pseudonimo di Jaime Landa; poi ha pubblicato due poesie:
- Frívolamente (1908);
- Cantilenas (1920).

### Drammi
- Holofernes (Parigi 1931);
- Ella y yo (Lima 1955);
- La vie est-elle un songe? (Parigi 1958);
- La Périchole (Parigi 1959).

### Saggi e cronache
Fu un elegante cronista e un diligente ricercatore. «Le sue letture instancabili e le sue contemplazioni della natura si trasformano, sotto la sua penna, da appassionato orafo, in immagini piacevoli, in riflessi taglienti, in commenti fini e suggestivi ... In ognuno dei suoi libri non sappiamo se ammirare la frase duttile e armoniosa o l'idea radiosa e originale »(Antenor Samaniego):
- Une enquête littéraire: Don Quichotte á Paris et dans les tranchées (1916);
- Bajo el clamor de las sirenas (1919);
- Semblanzas de América (1920);
- En la verbena de Madrid (1920);
- El nuevo idioma castellano (1924);
- Sonrisas de París (1926);
- Aguja de marear (1936);
- Vale un Perú (1939);
- Instantes del Perú (1941).

### Saggi critici della letteratura peruviana
- Del romanticismo al modernismo (1910);
- La literatura peruana 1535-1914 (1914);
- Nosotros (1946).

### Antologie
Attraverso accurate antologie, ha contribuito a diffondere le opere di autori peruviani e latinoamericani, per i quali è stato definito "l'ambasciatore delle lettere":
- Parnaso peruano (1910 y 1915);
- Los mejores cuentos americanos (1924);
- Récits de la vie américaine (1925).